# 石熙满
石熙满（1914年—），男，朝鲜族，吉林长春人，中国画家，延边大学教授，曾任中国美术家协会理事，吉林省美术家协会副主席。